# Hermangard d'Asp
Hermangard d'Asp (overleden: Acre, winter 1192) was van 1187 tot 1190 de negende grootmeester van de Orde van Sint-Jan van Jeruzalem. Hij nam deze positie tijdelijk in tot er een nieuwe grootmeester werd verkozen, maar desondanks wordt hij door de Orde gezien als de negende grootmeester.

## In de strijd tegen Saladin
Nadat zijn voorganger Roger de Moulins in de Slag bij Cresson werd gedood in mei 1187, werd de Orde geconfronteerd met de invasie van Saladin in het Koninkrijk Jeruzalem. Eerst had Guillaume Borrel de leiding over de Orde, maar die vond zeer waarschijnlijk zijn dood in de Slag bij Hattin op 4 juli 1187. Op 20 juli 1187 nam Hermangard d'Aspe de leiding over zich van de overgebleven ridders in Jeruzalem.
Terwijl Saladin vele kastelen en steden veroverde in het koninkrijk, zochten de ridders hun toevlucht in hun Burcht van Al Marqab, die zij in 1186 hadden verworven. Toen op 2 oktober 1187 de stad Jeruzalem in de handen van Saladin viel na een beleg van tien dagen, kocht de Orde zich vrij door 1.000 gevangenen vrij te laten.
De Orde nam gretig deel aan het Beleg van Acre en verhuisde na een succesvolle herovering de hoofdzetel van de Orde naar de pas verworven stad. Toen deze beslissing was genomen, werd er definitief een nieuwe grootmeester gekozen: Garnier van Nabluz. D'Aspe werd met veel eer gepasseerd. De Orde nam daarna ook deel aan de Derde Kruistocht en vocht ook mee in de zegevierende Slag van Arsoef in 1191 tegen Saladin.
Hermangard stierf in de winter van 1192 op weg naar Acre.